# Chantal Neuwirth
Pour les articles homonymes, voir Neuwirth.
Chantal Neuwirth est une actrice française, née le 11 décembre 1948 à Paris.
Elle joue souvent au théâtre, notamment sous la direction de Jean-Michel Ribes, Didier Bezace ou Lucian Pintilie.

## Filmographie

### Cinéma

#### Longs métrages
- 1980 : Rendez-moi ma peau de Patrick Schulmann
- 1981 : Les Hommes préfèrent les grosses de Jean-Marie Poiré
- 1983 : Aldo et Junior de Patrick Schulmann
- 1985 : Le Pactole de Jean-Pierre Mocky
- 1985 : Le Voyage à Paimpol de John Berry
- 1985 : P.R.O.F.S. de Patrick Schulmann
- 1985 : Rue du départ de Tony Gatlif
- 1987 : Les Oreilles entre les dents de Patrick Schulmann
- 1988 : La Petite Voleuse de Claude Miller
- 1990 : La Double Vie de Véronique de Krzysztof Kieślowski
- 1994 : Une trop bruyante solitude (Prilis hlucna samota) de Véra Cais
- 1996 : Violetta, la reine de la moto de Guy Jacques
- 1997 : Alors voilà de Michel Piccoli
- 1997 : Ceux qui m'aiment prendront le train de Patrice Chéreau
- 1998 : Madeline de Daisy Mayer
- 1999 : La Voleuse de Saint-Lubin de Claire Devers
- 1999 : Nationale 7 de Jean-Pierre Sinapi
- 2000 : André le magnifique d'Emmanuel Silvestre et Thibault Staib
- 2003 : Le Coût de la vie de Philippe Le Guay
- 2003 : Ne quittez pas ! d'Arthur Joffé
- 2004 : Gabrielle de Patrice Chéreau
- 2004 : Espace détente de Bruno Solo, Yvan Le Bolloc'h et Alain Kappauf
- 2004 : Un long dimanche de fiançailles de Jean-Pierre Jeunet
- 2005 : Les Ambitieux de Catherine Corsini
- 2007 : Cortex de Nicolas Boukhrief
- 2007 : Musée haut, musée bas de Jean-Michel Ribes
- 2008 : Sagan de Diane Kurys
- 2008 : La Belle Personne de Christophe Honoré
- 2008 : Bouquet final de Michel Delgado
- 2011 : Ni à vendre ni à louer de Pascal Rabaté
- 2012 : Dépression et des potes d'Arnaud Lemort
- 2012 : Les Seigneurs d'Olivier Dahan
- 2014 : Brèves de comptoir de Jean-Michel Ribes
- 2021 : Si on chantait de Fabrice Maruca
- 2022 : La Brigade de Louis-Julien Petit

#### Long métrage d'animation
- 2012 : Le Jour des corneilles de Jean-Christophe Dessaint

#### Courts métrages
- 1990 : Un ascenseur pour l'an neuf de Pascal Goethals et Gildas Bourdet
- 2005 : Comme James Dean de Jonathan Zaccaï

### Télévision
- 1982 : Bonbons en gros de François Dupont-Midy
- 1984 : Nuits secrètes de William Hale
- 1990 : Something You Have to Live With de John Berry
- 1995 : Dancing nuage de Irène Jouannet
- 2001 - 2003 : Caméra Café - Annie Touchard
- 2001 : Avocats et Associés (épisodes  Vice de forme et L'Ogresse)
- 2002 : Le Voyage organisé d'Alain Nahum
- 2003 : Un fils de notre temps de Fabrice Cazeneuve
- 2005 : Le triporteur de Belleville de Stéphane Kurc
- 2009 : La maitresse du président de Jean-Pierre Sinapi
- 2010 : Contes et nouvelles du XIXe siècle : L'Écornifleur de Jean-Charles Tacchella
- 2013 : Y'a pas d'âge (série de Jérome Commandeur)
- 2018 : Patrick Melrose (mini-série) : la nounou
- 2019 : En famille, prime spécial Noël : Mme Escourrou, la mère de Jean-Pierre
- 2021 : En famille, prime Le Mariage de Marjorie : Mme Escourrou, la mère de Jean-Pierre
- 2022 : Clemenceau, la force d'aimer de Lorraine Lévy : Clotilde
- 2023 : Alphonse de Nicolas Bedos (série Prime Vidéo) : Françoise Berleau

### Publicité
- 2011 : publicité pour la MAAF.

## Théâtre
- 1973 : Mathusalem ou l'Éternel Bourgeois d'Yvan Goll, mise en scène Anne-Marie Lazarini, Théâtre des deux Portes
- 1982 : L'Éléphant d'or d'Alexandre Kopkov, mise en scène Bernard Sobel, Festival d'Avignon
- 1984 : Léonie est en avance de Georges Feydeau, mise en scène Jacques Nichet et Didier Bezace, Théâtre de l'Aquarium
- 1984 : L'Intruse de Maurice Maeterlinck, mise en scène Jacques Nichet et Didier Bezace, Théâtre de l'Aquarium
- 1986 : Les Crachats de la lune de Gildas Bourdet, mise en scène de l'auteur, Théâtre de La Salamandre, Théâtre de la Ville
- 1987 : Ce soir on improvise de Luigi Pirandello, mise en scène Lucian Pintilie, Théâtre de la Ville
- 1988 : Il faut passer par les nuages de François Billetdoux, mise en scène Lucian Pintilie, Théâtre de la Ville
- 1990 : La Veuve de Corneille, mise en scène Christian Rist, Théâtre de l'Athénée-Louis-Jouvet, Théâtre des Treize Vents, Théâtre national de Strasbourg
- 1991 : Le Haut-de-forme d'Eduardo De Filippo, mise en scène Jacques Nichet, Théâtre des Treize Vents, Théâtre de la Ville, tournée
- 1992 : Derrière les collines de Jean-Louis Bourdon, mise en scène de l'auteur, Festival d'Avignon, Théâtre de l'Est parisien
- 1993 : Faust de Goethe, mise en scène Dominique Pitoiset, Théâtre de l'Athénée-Louis-Jouvet, Nouveau théâtre d'Angers
- 1994:  Brèves de comptoir de Jean-Marie Gourio, mise en scène Jean-Michel Ribes, Théâtre Tristan Bernard
- 1995:  Brèves de comptoir de Jean-Marie Gourio, mise en scène Jean-Michel Ribes, Théâtre des Célestins, tournée
- 1997 : Derrière les collines de Jean-Louis Bourdon, mise en scène de l'auteur, Le Trianon
- 1998 : La Cagnotte d'Eugène Labiche, mise en scène Jacques Lassalle, Théâtre Hébertot
- 1999 : Rêver peut-être de Jean-Claude Grumberg, mise en scène Jean-Michel Ribes, Théâtre du Rond-Point
- 1999 : Les Nouvelles Brèves de comptoir de Jean-Marie Gourio, mise en scène Jean-Michel Ribes, Théâtre Fontaine
- 2000 : Les Nouvelles Brèves de comptoir de Jean-Marie Gourio, mise en scène Jean-Michel Ribes, tournée
- 2002 : L'Enfant do de Jean-Claude Grumberg, mise en scène Jean-Michel Ribes, Théâtre Hébertot
- 2003 : Portrait de famille de Denise Bonal, mise en scène Marion Bierry, Théâtre de Poche Montparnasse
- 2007 : Un chapeau de paille d'Italie d'Eugène Labiche, Marc-Michel, mise en scène Jean-Baptiste Sastre, Théâtre national de Chaillot
- 2008 : Un chapeau de paille d'Italie d'Eugène Labiche, Marc-Michel, mise en scène Jean-Baptiste Sastre, Comédie de Reims, Le Quartz, Théâtre national de Toulouse Midi-Pyrénées, tournée
- 2009 : Chat en poche de Georges Feydeau, mise en scène Christophe Barratier, Théâtre national de Nice
- 2010 : Les Nouvelles Brèves de comptoir de Jean-Marie Gourio, mise en scène Jean-Michel Ribes, Théâtre du Rond-Point, Théâtre national de Nice, Théâtre du Gymnase, Théâtre des Célestins, tournée
- 2011 : Les Nouvelles Brèves de comptoir de Jean-Marie Gourio, mise en scène Jean-Michel Ribes, tournée
- 2012 : Tartuffe de Molière, mise en scène Marion Bierry, Théâtre national de Nice, tournée, Théâtre de Paris
- 2015 : Ivanov de Anton Tchekhov, mise en scène Luc Bondy, Théâtre de l'Odéon
- 2016 : Le Tartuffe de Molière, mise en scène Luc Bondy, Théâtre de l'Odéon
- 2017 : Honneur à notre élue de Marie NDiaye, mise en scène de Frédéric Bélier-Garcia, Théâtre du Rond Point

## Distinctions
- Molières 1999 : nomination au Molière de la comédienne dans un second rôle pour Rêver peut-être
- Molières 2000 : nomination au Molière de la comédienne dans un second rôle pour Les Nouvelles Brèves de comptoir
- Molières 2004 : nomination au Molière de la comédienne pour Portrait de famille